# Burg Pusignan

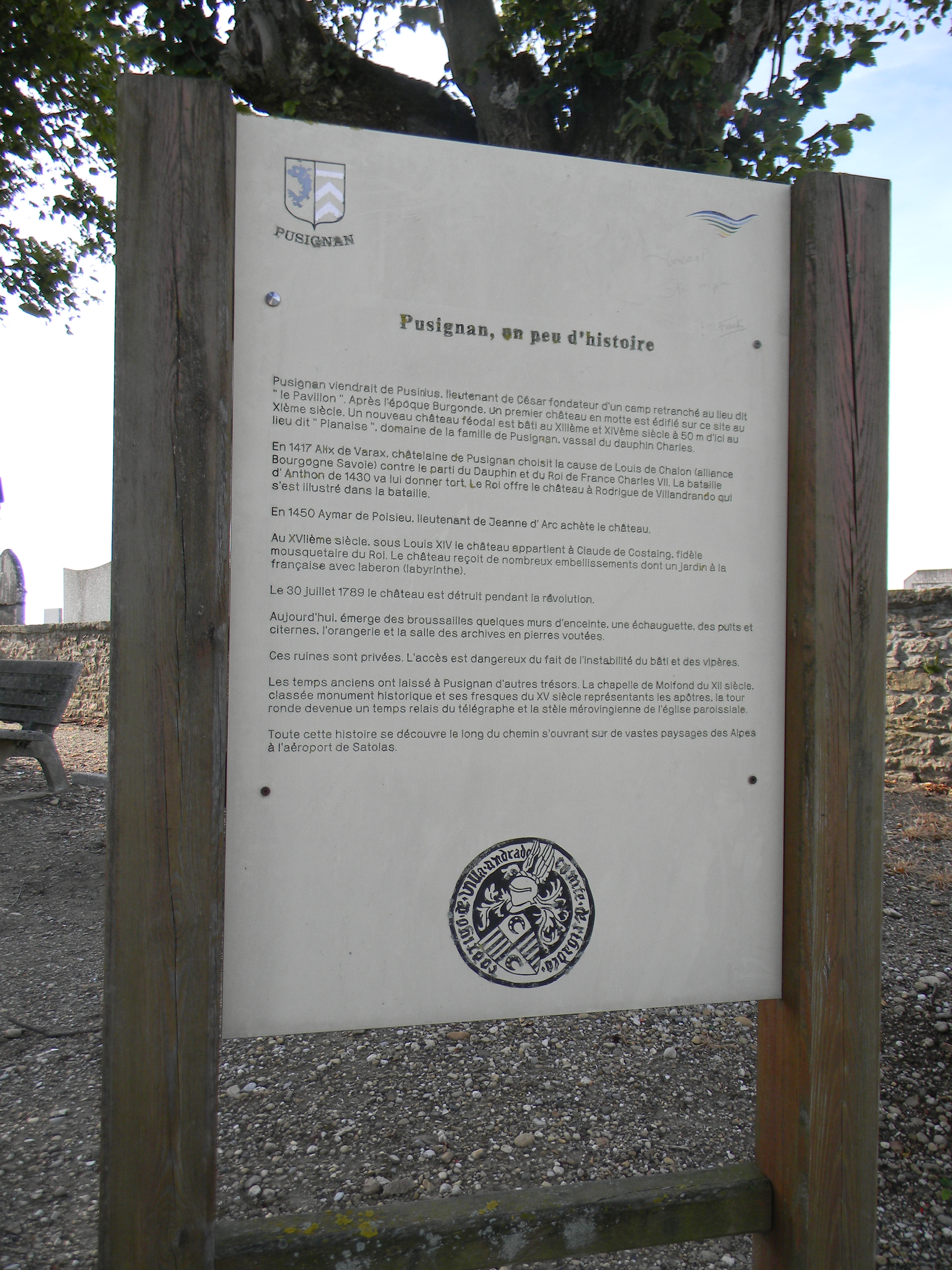
Informationstafel mit Daten zur Festung

Die Burg Pusignan ist eine mittelalterliche Festung, die im 12. Jahrhundert auf den Ruinen eines römischen Lagers errichtet wurde. Ihre Ruinen bilden das wichtigste Baudenkmal der französischen Gemeinde Pusignan im Département Rhône.

## Geschichte
Die römische Befestigung stammt aus der Zeit der Eroberung Galliens durch die Römer unter Julius Caesar. Sie lag an der Straße vom römischen Lugdunum nach Cremiacum. Nach dem Zusammenbruch des Römischen Reichs lag Pusignan im Siedlungsgebiet der Burgunden. Im Frühmittelalter entstand im Bereich des ehemaligen Römerlagers eine Motte mit einfachen Holzgebäuden.
Im 12. Jahrhundert begannen die Herren von Moifond, ein regionales Adelsgeschlecht, mit dem Bau einer größeren Burg. Die aus Stein gebaute Anlage besaß eine weite Ringmauer.
Im Jahr 1430 war die Burg von Pusignan Schauplatz einer kriegerischen Auseinandersetzung. Die Schlacht von Anthon war ein bedeutendes Ereignis im Konflikt zwischen der Dauphiné und dem Fürsten von Orange, Ludwig von Chalon. Der wollte die beiden Herrschaften zusammenführen und dazu die dazwischenliegenden Gebiete an der Rhone einnehmen. Die Burg Pusignan erhielt eine Besatzung aus Orange. Der Gouverneur der Dauphiné, Raoul de Gaucourt, wollte den Ort zurückerobern und engagierte dazu den Freischärler Rodrigue de Villandrando. Mit dessen Verstärkung eroberten die Truppen der Dauphiné mehrere Burgen in der Region zurück und schlugen am 7. Juni 1430 vor der Burg Pusignan ihr Lager auf. Die Festung fiel schon am 9. Juni in ihre Hände. Zwei Tage später geriet das Heer Ludwigs von Cahlon zwischen Anthon und Colombier-Saugnieu in einen Hinterhalt und wurde vom viel kleineren Aufgebot aus der Dauphiné in die Flucht geschlagen. Viele Flüchtende sollen in der Rhône ertrunken sein. König Karl VII. zog die Burg Pusignan ein und verlieh sie anschließend an Rodriguez von Villandrando.
1450 erwarb Aymar von Poisieu, ein ehemaliger Gefolgsmann Jeanne d’Arcs, die Burg. Als Vertrauter des Dauphins und späteren Königs von Frankreich Ludwig XI. vermittelte er unter anderem dessen Heirat mit Charlotte von Savoyen.
Die späteren Herren von Pusignan bekleideten mehrmals hohe Funktionen in der königlichen Armee. 1679 erhob der König die Herrschaft in den Rang einer Markgrafschaft. Im 18. Jahrhundert wechselte Pusignan mehrmals den Besitzer. Am 29. Juli 1789 plünderten und verbrannten Revolutionäre aus der Dauphiné und Bauern aus der Umgebung die Anlage.